# Mihály Teleki

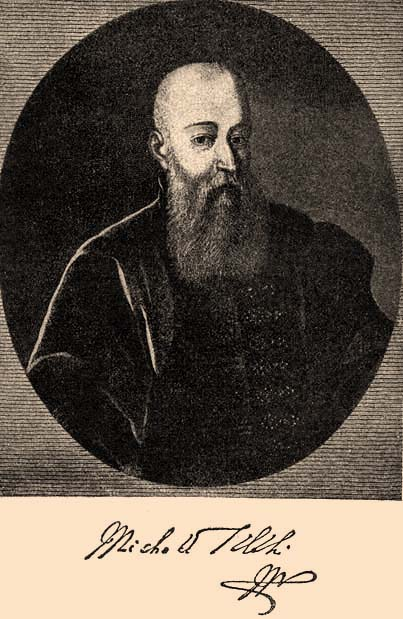
Mihály Teleki.

Mihály Teleki (de Szék), född 1634, död den 21 augusti 1690, var en ungersk greve och statsman.
Teleki befordrade som förste minister hos Siebenbürgens siste furste, Mikael II Apafi, landets överlämnande till Österrike och utnämndes därför 1685 av kejsar Leopold I till riksgreve.